# Milan Čič
Milan Čič (ur. 2 stycznia 1932 w Zakamiennym Klinie, zm. 9 listopada 2012 w Bratysławie) – słowacki prawnik, nauczyciel akademicki i polityk, profesor związany z Uniwersytetem Komeńskiego w Bratysławie, minister sprawiedliwości Słowackiej Republiki Socjalistycznej (1988–1989) i premier Słowacji (1989–1990), przewodniczący Sądu Konstytucyjnego (1993–2000), szef kancelarii prezydenta (2004–2012).

## Życiorys
Po ukończeniu w 1961 Wydziału Prawa Uniwersytetu Komeńskiego w Bratysławie pracował z przerwami jako wykładowca na macierzystej uczelni (do 1987). Był w międzyczasie również badaczem w Słowackiej Akademii Nauk. Specjalizował się w zakresie kryminologii, kryminalistyki i prawa karnego. W 1961 wstąpił do Komunistycznej Partii Czechosłowacji, należał do niej do 1990. W latach 1969–1970 pełnił funkcję wiceministra sprawiedliwości Słowackiej Republiki Socjalistycznej. Powrócił następnie do pracy naukowej, uzyskiwał stopnie kandydata nauk i doktora, doszedł do stanowiska profesora na Uniwersytecie Komeńskiego. Otrzymał członkostwo w Czechosłowackiej Akademii Nauk i w Słowackiej Akademii Nauk, w której pod koniec lat 80. był dyrektorem Instytutu Państwa i Prawa, a od 1988 do 1989 pełnił funkcję wicprezesa.
W kwietniu 1988 został ministrem sprawiedliwości w słowackim gabinecie, urząd ten sprawował do grudnia 1989. 12 grudnia 1989, po wydarzeniach aksamitnej rewolucji, objął stanowisko premiera, które zajmował do 27 czerwca 1990. W międzyczasie dołączył do Społeczeństwa przeciw Przemocy, od 1991 do 1992 działał w Ruchu na rzecz Demokratycznej Słowacji.
W wyborach z czerwca 1990 uzyskał mandat posła do Zgromadzenia Federalnego, który wykonywał do 1992. W 1992 przez krótki okres pełnił obowiązki wicepremiera Czeskiej i Słowackiej Republiki Federacyjnej. W latach 1993–2000 był przewodniczącym Sądu Konstytucyjnego Republiki Słowackiej. Powrócił następnie do aktywności politycznej. Krótko był wiceprzewodniczącym partii STRED, w 2001 bez powodzenia kandydował na przewodniczącego kraju bratysławskiego. W 2004 nowo wybrany prezydent Ivan Gašparovič powołał go na szefa kancelarii prezydenta. Stanowisko to zajmował do czasu swojej śmierci.
Pochowany został 14 listopada 2012 w katedrze św. Marcina w Bratysławie.

## Wybrane publikacje
- Konanie pred Ústavným súdom Slovenskej republiky (współautor)
- Ochranná výchova v československom trestnom práve
- Československé trestné právo ako súčasť trestnej politiky
- Myslím národne, cítim sociálne (współautor)